# Leerlijn

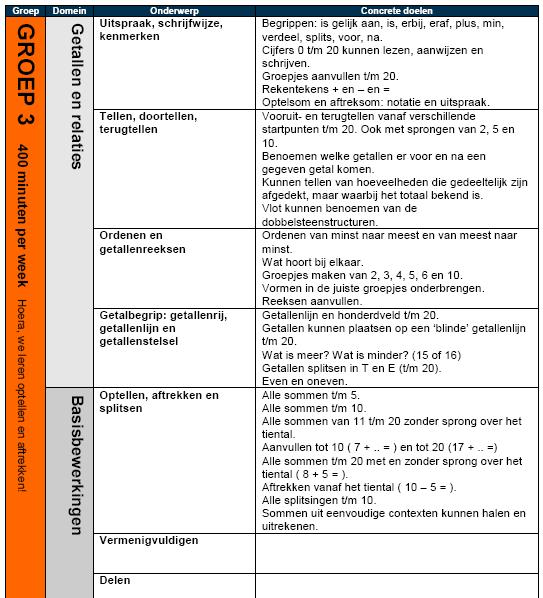
Fragment van een leerlijn rekenen

Een leerlijn is in het onderwijs in Nederland een uitwerking van de algemene kerndoelen, zoals die door de overheid zijn vastgesteld, naar concrete doelen die omschrijven wat leerlingen moeten kennen en kunnen. Deze zijn onderverdeeld in doelen per leerjaar, die op hun beurt zijn onderverdeeld in tussenstappen.
Een leerlijn geeft aan wat behandeld wordt per groep of klas en ook wat behandeld moet zijn alvorens een volgende stap kan worden gezet. De invulling van de leerlijnen kan sterk verschillen per school. In Nederland heeft de overheid de kerndoelen uitgewerkt in meer concrete tussendoelen in de zogenaamde referentieniveaus taal en rekenen. Deze beschrijven wat leerlingen moeten beheersen aan het eind van de basisschool, eind vmbo kader/vmbo-kader, eind havo en eind vwo.